# Tênis de mesa nos Jogos Olímpicos de Verão de 2016
Os torneios de tênis de mesa (ou ténis de mesa) nos Jogos Olímpicos de Verão de 2016, no Rio de Janeiro, foram disputados entre 6 e 17 de agosto no Pavilhão 3 do Riocentro, na Barra da Tijuca. Estiveram nas disputas 162 mesa-tenistas, 86 de cada sexo, nos quatro eventos.

## Eventos
Quatro eventos foram disputados:
- Torneios individuais masculino e feminino, com pelo menos 64 mesa-tenistas em cada. Após as qualificatórias setenta e um atletas se qualificaram para cada torneio;
- Torneios de equipes masculino e feminino, com 16 equipes de três mesa-tenistas em cada.

Todos os torneios foram disputados no sistema eliminatório de chaves, em que o vencedor passou para a fase seguinte. Os vencedores das semifinais disputaram a medalha de ouro e os perdedores disputaram a medalha de bronze.

## Qualificação
Foram colocadas em disputa cento e sessenta e oito vagas, de um total de 172 disponíveis. Cada Comitê Olímpico Nacional (CON) pode qualificar até seis mesa-tenistas, três de cada sexo, sendo no máximo dois para os torneios de simples e um para compor a equipe de três.
Estavam em disputa pelo menos sessenta e duas vagas individuais para cada um dos torneios de simples e vinte e duas vagas para complementar dezesseis equipes em cada um dos torneios.

## Formato de disputa

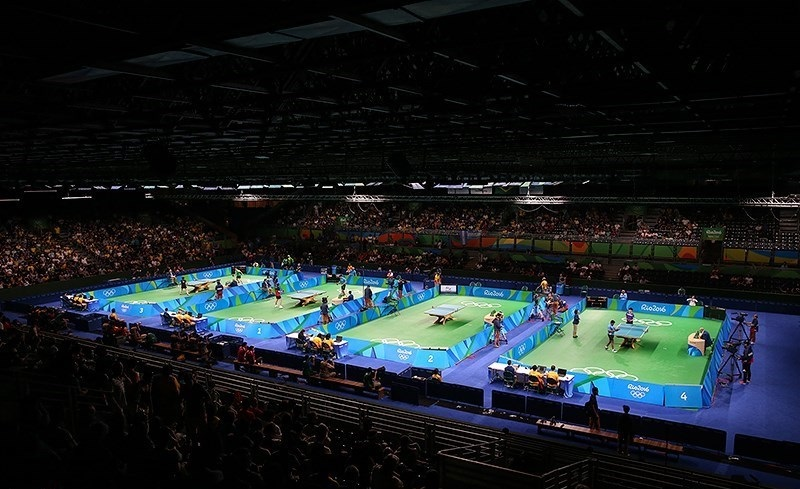
O pavilhão 3 do Riocentro recebeu as competições de tênis de mesa.

A mesa oficial mede 2,74 metros de comprimento x 1,52 m de largura e deve ter uma altura de 0,76 m. A rede deve ter altura de 15,25 centímetros e se prolongar 15,25 cm para fora de cada lado da mesa. Desde 2000, a bola usada deve ser feita de celuloide ou plástico similar, ter diâmetro de 40 milímetros, com peso ideal de 2,74 gramas, e a cor deve ser branca ou laranja fosca.
Individual
Para os torneios individuais, foram disputadas oito fases numa estrutura de chaves irregular. A distribuição dos mesa-tenistas nas chaves de simples foi feita com base no ranking mundial de 1º de agosto de 2016.
- Os dezesseis melhores ranqueados estiveram dispensados das três primeiras fases e só disputaram cinco fases, a partir da terceira rodada.
- Os dezesseis ranqueados entre 17º e 32º estiveram dispensados das duas primeiras fases e disputaram seis fases, a partir da segunda rodada.
- Vinte e cinco competidores foram distribuídos na primeira rodada e catorze disputam uma rodada preliminar, já que o número de inscritos ultrapassou sessenta e quatro.

Cada partida foi disputada em melhor de sete jogos, vencida pelo jogador que conquistar quatro jogos. Vence o jogo o jogador que alcançar 11 pontos, ou até que consiga uma diferença de dois pontos.
Equipes
Os torneios de equipes foram disputados em quatro fases, por dezesseis equipes, distribuídas na primeira rodada com base em um ranking de equipes, que utilizou o ranking mundial de 1º de agosto de 2016 e levou em consideração apenas os mesa-tenistas inscritos de cada equipe.
Cada confronto do torneio de equipes é definido em cinco partidas, duas de simples e uma de duplas, seguidas de outras duas de simples. Vence a equipe que vencer três partidas. O jogador que não participar das duas primeiras partidas de simples joga o jogo de duplas e a quinta partida. O jogador que não jogar em duplas faz a quarta partida.
Cada partida do confronto por equipes é disputada em melhor de cinco games, vencida pelo jogador que conquistar três games. O game é vencido pelo jogador ou pela dupla que alcançar 11 pontos, ou até que consiga uma diferença de dois pontos.

## Calendário
|                      | Sábado 6 ago | Sábado 6 ago | Sábado 6 ago | Sábado 6 ago | Sábado 6 ago | Sábado 6 ago | Domingo 7 ago | Domingo 7 ago | Segunda 8 ago | Segunda 8 ago | Terça 9 ago | Quarta 10 ago | Quarta 10 ago | Quinta 11 ago | Quinta 11 ago | Sexta 12 ago | Sábado 13 ago | Domingo 14 ago | Segunda 15 ago | Terça 16 ago  | Quarta 17 ago |
| -------------------- | ------------ | ------------ | ------------ | ------------ | ------------ | ------------ | ------------- | ------------- | ------------- | ------------- | ----------- | ------------- | ------------- | ------------- | ------------- | ------------ | ------------- | -------------- | -------------- | ------------- | ------------- |
| Individual feminino  | Prel.        | Prel.        | 1ª rodada    | 1ª rodada    | 2ª rodada    | 2ª rodada    | 2ª rodada     | 3ª rodada     | 3ª rodada     | Oitavas       | Quartas     | Semi          | Final /Bronze |               |               |              |               |                |                |               |               |
| Individual masculino | Prel.        | Prel.        | Prel.        | 1ª rodada    | 1ª rodada    | 1ª rodada    | 2ª rodada     | 3ª rodada     | 3ª rodada     | Oitavas       | Quartas     |               |               | Semi          | Final /Bronze |              |               |                |                |               |               |
| Equipes femininas    |              |              |              |              |              |              |               |               |               |               |             |               |               |               |               | Oitavas      | Quartas       | Semifinal      | Semifinal      | Final /Bronze |               |
| Equipes masculinas   |              |              |              |              |              |              |               |               |               |               |             |               |               |               |               | Oitavas      | Oitavas       | Quartas        | Semifinal      |               | Final /Bronze |

## Medalhistas
Masculino
Nos individuais, Ma Long, da China, foi medalha de ouro depois de ganhar ao compatriota Zhang Jike na final. O japonês Jun Mizutani conquistou o bronze ao bater o bielorrusso Vladimir Samsonov. Em equipes, a tripla da China levou a melhor sobre o Japão e ganhou o ouro, enquanto a Alemanha superou a Coreia do Sul para conquistar o bronze.
| Evento              | Ouro                                | Prata                                             | Bronze                                                   |
| ------------------- | ----------------------------------- | ------------------------------------------------- | -------------------------------------------------------- |
| Individual detalhes | Ma Long CHN China                   | Zhang Jike CHN China                              | Jun Mizutani JPN Japão                                   |
| Equipes detalhes    | Ma Long Xu Xin Zhang Jike CHN China | Koki Niwa Jun Mizutani Maharu Yoshimura JPN Japão | Timo Boll Dimitrij Ovtcharov Bastian Steger GER Alemanha |

Feminino
Na competição individual, Ding Ning, da China, conquistou o ouro ao levar a melhor frente à compatriota Li Xiaoxia na final. A norte-coreana Kim Song-i ficou com o bronze graças à vitória sobre a japonesa Ai Fukuhara. Por equipes, a tripla da China levou a melhor sobre a Alemanha e ganhou o ouro, enquanto o Japão superou Singapura para conquistar o bronze.
| Evento              | Ouro                                      | Prata                                            | Bronze                                         |
| ------------------- | ----------------------------------------- | ------------------------------------------------ | ---------------------------------------------- |
| Individual detalhes | Ding Ning CHN China                       | Li Xiaoxia CHN China                             | Kim Song-i PRK Coreia do Norte                 |
| Equipes detalhes    | Ding Ning Li Xiaoxia Liu Shiwen CHN China | Han Ying Petrissa Solja Shan Xiaona GER Alemanha | Ai Fukuhara Kasumi Ishikawa Mima Ito JPN Japão |

## Quadro de medalhas

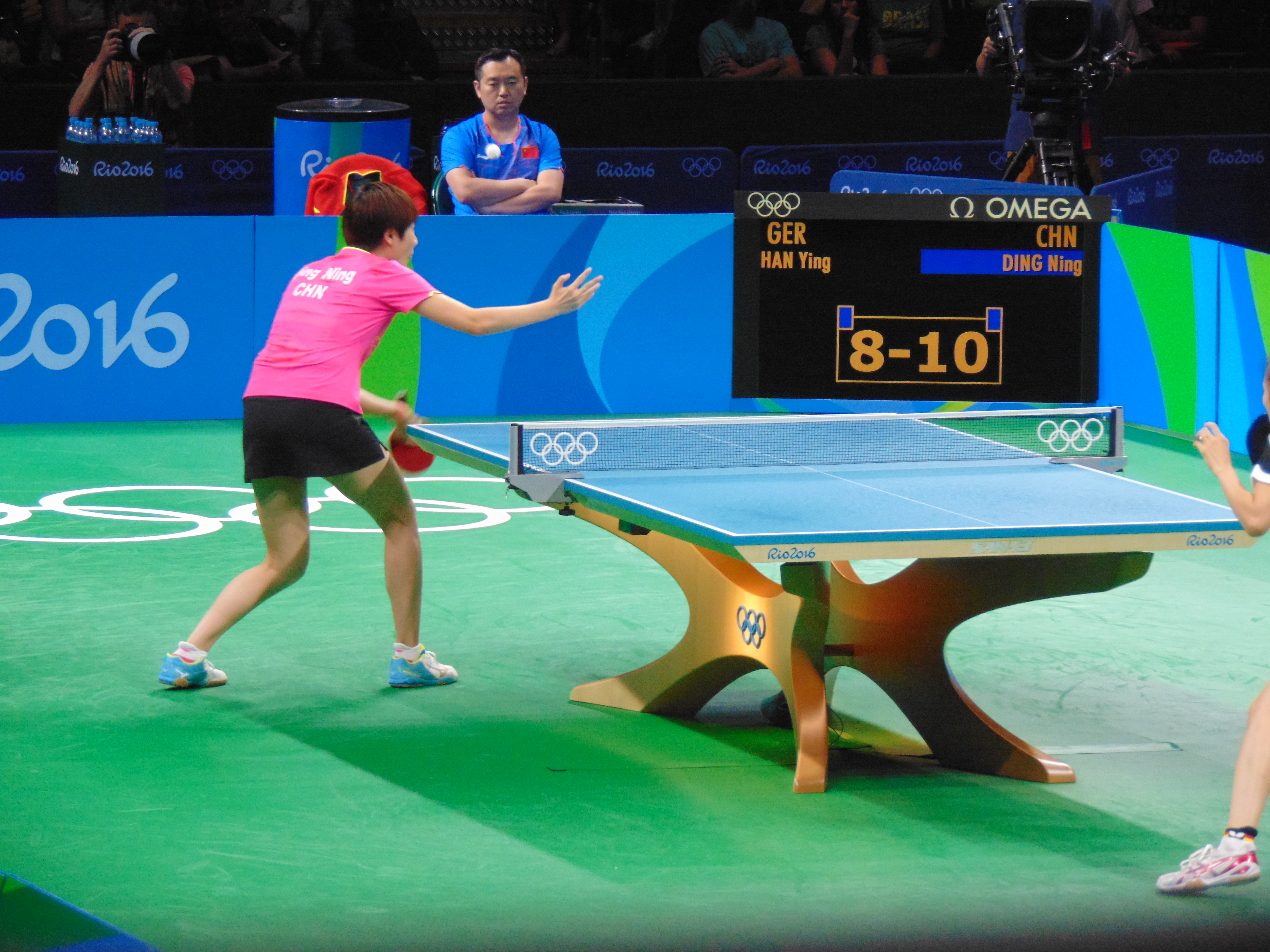
A China conquistou as quatro medalhas de ouro em disputa. Ding Ning foi a campeã individual feminina.

| Ordem | País                | Medalha de ouro | Medalha de prata | Medalha de bronze |    | Ordem por total |
| ----- | ------------------- | --------------- | ---------------- | ----------------- | -- | --------------- |
| 1     | CHN China           | 4               | 2                |                   | 6  | 1               |
| 2     | JPN Japão           |                 | 1                | 2                 | 3  | 2               |
| 3     | GER Alemanha        |                 | 1                | 1                 | 2  | 3               |
| 4     | PRK Coreia do Norte |                 |                  | 1                 | 1  | 4               |
| TOTAL | TOTAL               | 4               | 4                | 4                 | 12 | —               |